# Esclerose tuberosa
Esclerose tuberosa ou complexo esclerose tuberosa (TSC) é uma doença genética rara, multi-sistêmica que causa tumores benignos que crescem no cérebro e em outros órgãos vitais como os rins, coração, olhos, pulmões e pele. Uma combinação de sintomas pode incluir convulsões, atraso no desenvolvimento, problemas de comportamento, anormalidades na pele e doença nos pulmões e rins. TSC é causada por mutações em ambos os genes, TSC1 e TSC2 que codificam respectivamente para as proteínas hamartina e tuberina. Estas proteínas agem como supressoras do crescimento do tumor e são agentes que regulam proliferação de célula e diferenciação.
As manifestações físicas de esclerose  tuberosa são devido à formação de hamartia (tecido malformado como os tubérculo corticais), hamartomas (crescimentos benignos como angiofibroma facial e nódulos subependimais) e, muito raramente, hamartoblastomas cancerosos. O efeito destes, leva o cérebro à sintomas neurológicos como ataques epilépticos, demora no desenvolvimento e problemas de comportamento.

## História
O nome, composto do latim tuber (inchaço) e o skleros grego (duro), recorre ao achado patológico de um grosso, firme e pálido gyri, chamado "tubérculo" , nos cérebros de pacientes mortos. Estes tubérculos foram descritos primeiro por Désiré-Magloire Bourneville em 1880; as manifestações corticais às vezes podem ser conhecidas ainda pelo epônimo doença de Bourneville.
Esclerose Tuberosa veio à atenção médica quando dermatologistas descreveram a erupção cutânea facial distintiva (1835 e 1850). Um caso mais completo foi apresentado através de von Recklinghausen (1862) que identificou tumores no coração e no cérebro em um recém-nascido que só tinha vivido brevemente. Porém, Bourneville (1880) é creditado por ter caracterizado a doença primeiro, cunhando o nome esclerose tuberosa e ganhando o epônimo de doença de Bourneville. O neurologista Vogt (1908) estabeleceu uma tríade diagnóstica de epilepsia, idiotice e adenoma sebáceo (um termo obsoleto para angiofibroma facial).
Foram acrescentados sintomas periodicamente ao quadro clínico. A doença como presentemente entendida foi descrita primeiro por Gomez (1979). A invenção do ultra-som médico, tomografia e ressonância magnética permitiu aos médicos examinarem os órgãos internos do pacientes ao vivo e desenvolveu uma habilidade diagnóstica melhorada.
Dois loci genéticos associados com esclerose tuberosa, TSC1 e TSC2, foram descobertos respectivamente em 1997 e 1992. Isto habilitou o uso da prova genética como uma ferramenta diagnóstica. As proteínas associadas com TSC1 e TSC2, harmartina e tuberina, controlam o crescimento da célula e a divisão dela. A importância disto na terapia de câncer estimulou pesquisas adicionais para Esclerose Tuberosa.
Em 2002, o tratamento com rapamicina foi descoberto como efetivo para encolher tumores em animais. Isto conduziu à tentativas humanas de usar a rapamicina como uma droga para tratar vários dos tumores associados com Esclerose Tuberosa.

## Epidemiologia
Esclerose Tuberosa acontece em todas as raças e grupos étnicos e em ambos os gêneros. A prevalência de nascimento é calculada entre 10 e 16 casos a cada 100.000. Um estudo em 1998 calculou a prevalência da população total entre aproximadamente 7 e 12 casos a cada 100.000, com mais da metade destes casos não detectados. Estas estimativas são significativamente mais altas que as produzidas por estudos mais velhos, quando a esclerose tuberosa foi considerada como uma doença extremamente rara.
A razão é que a invenção da tomografia e ultra-som habilitou a diagnose de muitos casos não-sintomáticos. Antes disto, a diagnose de esclerose tuberosa foi restringida em grande parte a indivíduos severamente afetados com a tríade de Vogt, inaptidão na aprendizagem, ataques apopléticos e angiofibroma facial. As figuras totais de prevalência da população aumentaram continuamente de 1:150.000 em 1956, para 1:100.000 em 1968, para 1:70.000 em 1971, para 1:34.200 em 1984, para a figura presente de 1:12.500 em 1998. Mesmo que ainda considerada uma doença rara, é comum quando comparada a muitas outras doenças genéticas.

## Variabilidade genética

Esclerose tuberose é herdada em uma linha autossômica dominante

Indivíduos com esclerose tuberosa não podem experimentar nenhum ou todos os sintomas clínicos discutidos acima. A tabela abaixo mostra a prevalência de alguns dos sinais clínicos em indivíduos diagnosticados com esclerose tuberosa:
Esclerose Tuberosa é uma desordem genética com um padrão autossômico dominante de herança, e penetração 100%. Dois terços de casos de TSC são o resultado de mutações genéticas esporádicas, não herança, mas a descendência pode herdar isto. Testes genéticos atuais têm dificuldade para localizar a mutação em aproximadamente 20% de indivíduos com a doença diagnosticada. Até agora foram traçados dois loci genéticos, TSC1 e TSC2.
TSC1 codifica para a proteína hamartina, fica situado no cromossomo 9 q34 e foi descoberto em 1997. TSC2 codifica para a proteína tuberina, e fica situado no cromossomo 16 p13.3 e foi descoberto em 1993. TSC2 é contíguo com PKD1, o gene envolvido em uma forma de doença policística renal (PKD). TSC2 foi associado com uma forma mais severa de TSC. Porém, a diferença é sutil e não pode ser usada para identificar a mutação clinicamente. Estimativas da proporção de TSC causadas por TSC2 variam de 55% a 80-90%.
TSC1 e TSC2 são ambos os genes supressores do tumor que funcionam de acordo com a hipótese "dois golpes " de Knudson. Quer dizer, uma segunda mutação fortuita tem que acontecer antes que um tumor pudesse desenvolver. Isto explica por que, apesar de seu 100% de penetração, TSC tem larga expressividade.
| Hamartina    | Hamartina   |
| Indicadores  | Indicadores |
| ------------ | ----------- |
| Símbolo      | TSC1        |
| HUGO         | 12362       |
| Entrez       | 7248        |
| OMIM         | 605284      |
| RefSeq       | NM_000368   |
| UniProt      | Q92574      |
| Outros dados |             |
| Locus        | Cr. 9 q34   |

| Tuberina     | Tuberina     |
| Indicadores  | Indicadores  |
| ------------ | ------------ |
| Símbolo      | TSC2         |
| HUGO         | 12363        |
| Entrez       | 7249         |
| OMIM         | 191092       |
| RefSeq       | NM_000548    |
| UniProt      | P49815       |
| Outros dados |              |
| Locus        | Cr. 16 p13.3 |

## Patofisiologia
Hamartina e tuberina funcionam como um complexo que é envolvido no controle de crescimento de célula e divisão da célula. Assim, mutações ao loci TSC1 e TSC2 resultam em uma perda de controle de crescimento da célula e divisão dela, e então uma predisposição para formar tumores.

## Diagnóstico
Não há sinais clínicos patognômicos para esclerose tuberosa. Muitos sinais estão presentes em indivíduos que são saudáveis (embora raramente), ou que têm outra doença. Uma combinação de sinais, classificada como especialização ou secundário, é exigido para estabelecer uma diagnose clínica.
| Maiores Características     | Maiores Características      | Maiores Características                      | Maiores Características                                                                              | Maiores Características                                                                              |
|                             | Localização                  | Sintoma                                      | Início                                                                                               | Nota                                                                                                 |
| --------------------------- | ---------------------------- | -------------------------------------------- | --- | --- |
| 1                           | Cabeça                       | Angiofibromas facial ou placas na testa      | Criança– adulto                                                                                      | |
| 2                           | Dedos da mão e dedos do pé   | Ungual ou fibroma periungual                 | Adolescente – adulto                                                                                 | |
| 3                           | Pele                         | Maculas Hipomelanóticas                      | Recém nascido – criança                                                                              | Mais que três.                                                                                       |
| 4                           | Pele                         | Marcas Shagreen ( tecido nervoso conjuntivo) | Criança                                                                                              | |
| 5                           | Cérebro                      | Tubérculo cortical                           | Feto                                                                                                 | |
| 6                           | Cérebro                      | Nódulo Subependimal                          | Criança – adolescente                                                                                | |
| 7                           | Cérebro                      | Astrocitoma Subependimal De Células Gigantes | Criança – adolescente                                                                                | |
| 8                           | Olhos                        | Hamartomas nodulares retinais múltiplos      | Criança                                                                                              | |
| 9                           | Coração                      | Rabdomioma cardíaco                          | Feto                                                                                                 | Único ou múltiplo.                                                                                   |
| 10                          | Pulmões                      | Linfangiomiomatose                           | Adolescente – adulto                                                                                 | |
| 11                          | Rins                         | Angiomiolipoma renal                         | Criança – adulto                                                                                     | ' 10 ' e ' 11 ' junto conta como uma característica principal.                                       |
| Características Secundárias |                              |                                              | | |
|                             | Localização                  | Sintoma                                      | Nota                                                                                                 | Nota                                                                                                 |
| 12                          | Dentes                       | Covas no esmalte dental                      | | |
| 13                          | Reto                         | Hamartomatose pólipo retal                   | Confirmação histológica é sugerida.                                                                  | Confirmação histológica é sugerida.                                                                  |
| 14                          | Ossos                        | Cistos nos ossos                             | | |
| 15                          | Cérebro                      | Áreas cerebrais                              | Confirmação radiográfica é suficiente. ' 5 ' e ' 15 ' junto conta como uma característica principal. | Confirmação radiográfica é suficiente. ' 5 ' e ' 15 ' junto conta como uma característica principal. |
| 16                          | Gomas                        | Fibroma gengival                             | | |
| 17                          | Fígado, baço e outros órgãos | Hamartoma não-renal                          | Confirmação histológica é sugerida.                                                                  | Confirmação histológica é sugerida.                                                                  |
| 18                          | Olhos                        | Patch acrômico retinal                       | | |
| 19                          | Pele                         | Lesões de pele                               | | |
| 20                          | Rins                         | Cistos renais múltiplos                      | Confirmação Histológica é sugerida.                                                                  | Confirmação Histológica é sugerida.                                                                  |

## Prognóstico
Terapia farmacológica para algumas das manifestações de TSC está atualmente em fase de desenvolvimento. A comunidade TSC é um projeto de computação distribuído para achar drogas para tratar TSC.
A prognose para indivíduos com TSC depende da severidade dos sintomas, que variam de anormalidades na pele moderadas a graus variados como inaptidões na aprendizagem e epilepsia a retardamento mental severo, ataques apopléticos incontroláveis e falência renal. Esses indivíduos com sintomas moderados geralmente vivem bem e têm vidas produtivas, enquanto os indivíduos com a forma mais severa podem ter inaptidões sérias. Porém, com cuidado médico apropriado, a maioria dos indivíduos com essa desordem podem esperar uma probabilidade de vida normal.
Causas principais de morte incluem doença renal, tumor no cérebro, linfangiomiomatose pulmonar e estado epilético ou broncopneumonia em pacientes com impedimento mental severo. Fracasso cardíaco devido a rabdomiomas é um risco no feto, mas um problema raramente é subseqüente. Complicações no rim como angiomiolipoma (AML) e cistos são comuns, e mais frequente em mulheres que homens e em TSC2 que TSC1. Carcinoma da célula renal é incomum. Linfangioleiomiomatose (LAM) é só um risco para mulheres com AML. No cérebro, os nódulos subependimais ocasionalmente se degeneram a astrocitoma subependimal de células gigantes (ASCG). Estes podem bloquear a circulação de líquido cefalorraquidiano ao redor do cérebro, conduzindo à hidrocefalia.

## Ver também

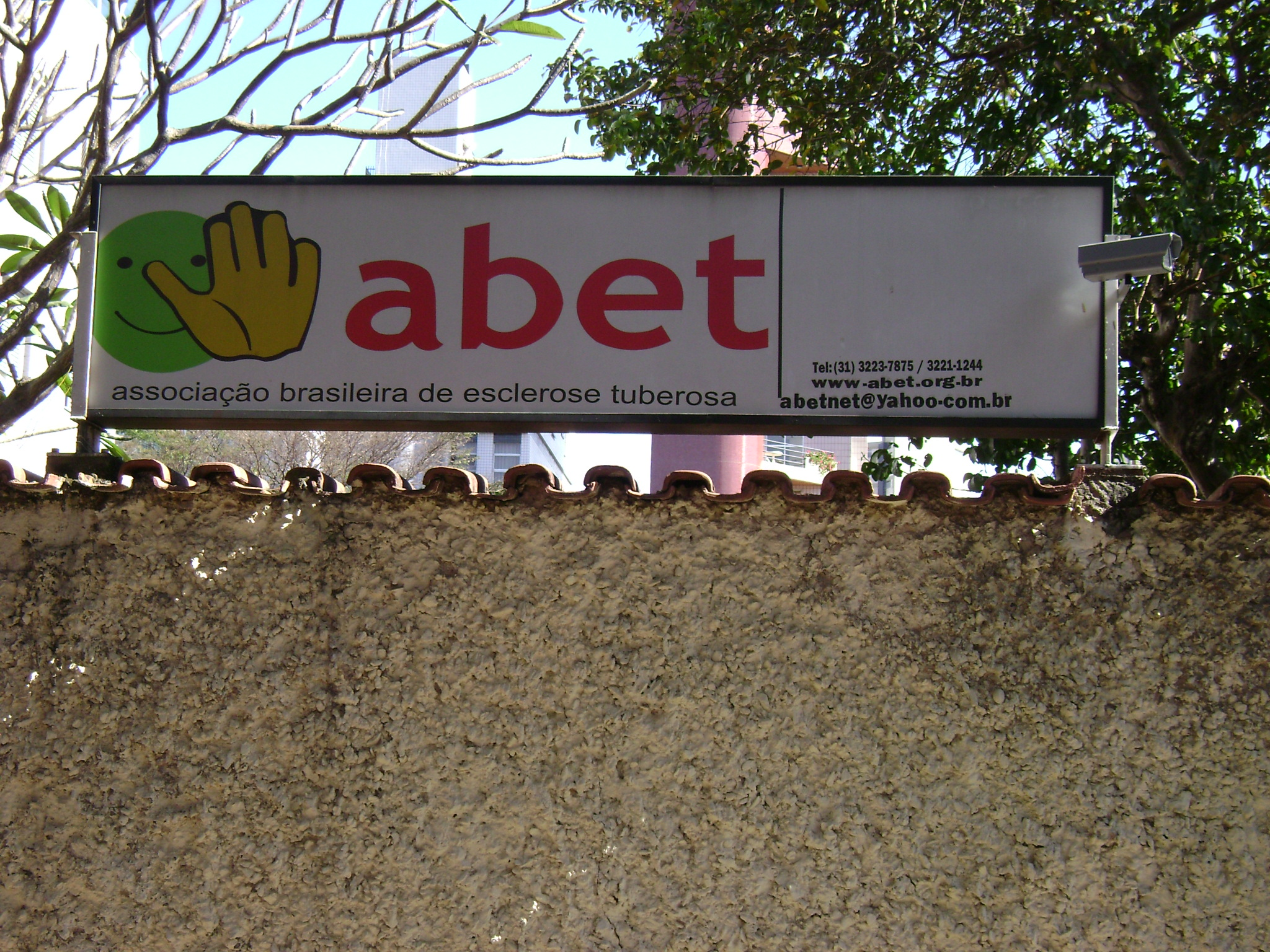
Placa indicativa da Associação Brasileira de Esclerose Tuberosa